# Цагаан-Овоо
Цагаан-Овоо (монг. Цагаан-Овоо) — сомон аймака Дорнод в северо-восточной части Монголии, площадь которого составляет 6 502 км². Численность населения по данным 2009 года составила 3 696 человек.
Центр сомона — посёлок Хуувуур, расположенный в 103 километрах от административного центра аймака — города Чойбалсан и в 560 километрах от столицы страны — Улан-Батора.

## География
Сомон расположен в северо-восточной части Монголии. На территории Цагаан-Овоо располагаются горы Уст, Бидэр, Алтач, протекает река Гал.

## Климат
Климат резко континентальный. Средняя температура января -18 градусов, июля +20 градусов. Ежегодная норма осадков 200-250 мм.

## Фауна
Животный мир Цагаан-Овоо представлен лисами, волками, манулами, косулями, зайцами, тарбаганами.

## Инфраструктура
В сомоне есть школа, больница.